# Notophyllia etheridgi
Notophyllia etheridgi is een rifkoralensoort uit de familie van de Dendrophylliidae. De wetenschappelijke naam van de soort is voor het eerst geldig gepubliceerd in 1933 door Hoffmeister.